# 李玖哲
李哲玖（韓語：이철구，1980年11月26日—），藝名李玖哲（韓語：이구철），韩裔美籍男歌手，2003年以嘻哈团体Machi成员身分在台灣出道。

## 生平
李玖哲於加利福尼亞州出生及成長，曾就讀 Patricia Nixon Elementary School、Haskell (Pliny Fisk) Middle School 和 Cerritos High School，後於長堤市社區學院畢業。
2003年進入美籍台裔歌手黃立成領軍的嘻哈團體Machi 麻吉，踏入台灣演藝圈。他向經紀公司報上自己的朝鮮漢字名字時，誤把「李哲玖」顛倒成「李玖哲」，出道後才發現，只好將錯就錯。
李玖哲以Machi團員“Nicky小胖子”的身份在台灣出道後，迅速以其獨特的嗓音及討喜的幽默個性受到廣大年輕歌迷的歡迎。李玖哲陸續參與了蕭亞軒、張惠妹、TENSION、B.A.D、黃立行、黃立成等多位藝人的專輯制作，更曾經是歌唱老師。
2007年，以個人專輯《Baby是我》奪得第18屆金曲獎最佳國語男歌手的榮耀。
2011年和另外兩位美籍韓裔歌手Flowsik和Eddie Shin組成Aziatix，一舉進攻美國市場。
2020年參與陳昱榕（瘦子）歌曲《她沒在看我》的合音。
2022年與好樂團合唱歌曲《遊蕩的人》。

## 獎項

### 金曲獎
| 年份   | 名稱         | 獎項             | 作品                  | 結果 |
| 2007年 | 第18屆金曲獎 | 最佳國語男歌手獎 | 《Baby是我》          | 獲獎 |
| 2018年 | 第29屆金曲獎 | 最佳國語男歌手獎 | 《Will You Remember》 | 提名 |

## 音樂作品

### 李玖哲時期

#### 製作人
- 電視劇《人際關係事務所》原聲帶 製作人&演唱人

#### 大型演唱會
- 2006 BABY是我 李玖哲 愛你演唱會 (淡水漁人碼頭)
- 2019 李玖哲 隱形動物演唱會 (台北小巨蛋)
- 2021 讚聲演唱會 - 李玖哲(Legacy)
- 2022 李玖哲 【今天星期幾】(北流、高流)
- 2024/8/3 李玖哲 无限X巡回演唱会 (兰州)
- 2025/6/21 林志穎 &李玖哲【穎風哲起演唱會2025】馬來西亞雲星劇場

#### 國語專輯
| 專輯 | 名稱                  | 發行時間       | 發行公司 | 曲目 |
| ---- | --------------------- | -------------- | -------- | --- |
| 1st  | 《影子》              | 2005年4月22日  | 華納唱片 | 曲目 1. 影子 2. 洗牌 3. 無價快樂 4. 好久好久不見 5. 都怪我 6. Tell Me Why 7. 解脫 8. 柏拉圖式想念 9. 第五街的誘惑 10. 彈錯 11. 近情情怯                                                       |
| 2nd  | 《Baby是我》          | 2006年4月28日  | 華納唱片 | 曲目 1. 我會好好過 2. Baby是我 3. 再見 4. 給你抱抱 5. 剛剛好 6. 我忘了 7. 只牽妳的手 8. Let Me Know 9. 依賴 10. 最後一首歌                                                                    |
| 3rd  | 《想太多》            | 2007年10月12日 | 華納唱片 | 曲目 1. 想太多 2. 做你的天 3. 你好嗎（與周筆暢合唱） 4. 快點來愛我 5. 後退 6. 失物招領 7. 圍牆 8. 小胖子的一天 9. 依依不捨 10. 愛不需要理由                                                   |
| 4th  | 《不，完美》          | 2008年8月22日  | 華納唱片 | 曲目 1. 蒼天 2. 別說 3. 不完美 4. 不只是場夢 5. 壞習慣 6. 死結 7. 頑皮鬼 8. 你不懂我的明白 9. Forever 10. 預感                                                                                |
| 5th  | 《好玖》              | 2010年9月17日  | 亞神音樂 | 曲目 1. Right Here Waiting 2. 不愛了 3. 夏天 4. 最後的那一天 5. 稱謂 6. No More Cryin' 7. 不一樣 8. 他不夠愛妳 9. Making Love Out Of Nothing At All (台灣電影《艋舺》主題曲，原唱為空中補給） |
| 6th  | 《Will You Remember》 | 2017年12月15日 | 由你娛樂 | 曲目 1. Stay 2. 牢 3. 負能量 4. Will You Remember Me 5. Let Go (ft.倪耐斯) 6. 大男人主義 7. 脫單 8. 我很假 9. 回不去了 10. 一個人不等於寂寞                                                   |

#### 國語單曲

##### 獨唱曲
- 2005年《地平線》 電視劇《惡靈05》片尾曲
- 2010年《Making Love Out Of Nothing At All》，電影《艋舺》插曲
- 2015年《Gamania遊戲橘子》 《Gamania遊戲橘子》主題曲
- 2017年《真愛無坦途》，電影《綁架者》片尾曲
- 2018年《分身有術》（收錄於《人際關係事務所》電視原聲帶）
- 2018年《不缺》（收錄於《人際關係事務所》電視原聲帶）
- 2018年《Secrets》（收錄於《人際關係事務所》電視原聲帶）
- 2018年《要開始了》（收錄於《人際關係事務所》電視原聲帶）
- 2019年《最壞的最好》（電視劇《你那邊怎樣·我這邊OK》台灣線片尾曲）
- 2019年《人間失格》（電視劇《你那邊怎樣·我這邊OK》新加坡線片尾曲）
- 2020年《結局》（電影《回到過去擁抱你》主題曲）
- 2022年《從來沒愛錯》
- 2023年《如常》
- 2023年《我爛》
- 2023年《這樣就很好》
- 2023年《一首未完的歌》
- 2023年《現在的自己》
- 2024年《2:10》
- 2024年《細數沙漏》（電視劇《時光正好》片尾曲）
- 2024年《嬋娟》
- 2024年《無聲無息》
- 2025年《挽救》
- 2025年《窺愛》

##### 合唱曲
- 2002年《把心放進來》 與蕭亞軒合唱，收錄於 蕭亞軒《愛的主打歌·吻》專輯
- 2006年《So So》 與徐若瑄合唱，收錄於 徐若瑄《Vivi and...》專輯
- 2007年《記得愛》 阿沁《梵谷的左耳》合唱曲
- 2014年《美好的一天》，與劉容嘉合唱（收錄於《我的自卑感》專輯）
- 2018年《關老爺》，與陳政文合唱（收錄於電影《角頭2》電影原聲帶）
- 2019年《你懂個屁》（feat. Flowsik）
- 2021年《痛感》（艾怡良《偏偏我卻都記得》合唱曲）
- 2022年《遊蕩的人》（好樂團《在遊蕩的路上學會寬容》合唱曲）
- 2024年《介質》與鄭潤澤合唱

#### 英語單曲
- 2013年《With All I Am》
- 2013年《Come Just As You Are》
- 2013年《Heart Of Worship》

### 團體時期

#### VOICE(韓國)
- 1998年12月 《The Genesis (1집)》

#### Machi(台灣)
- 2004年7月《第貳樂章》

#### Aziatix

##### 正規專輯
- 2011年 《Nocturnal》
- 2015年 《Top Of The World》

##### 迷你專輯
- 2011年 《Aziatix》
- 2012年 《Awakening》

##### 單曲
- 2011年 《Cold Remix》
- 2012年 《Speed Of Light》

### SAINT時期

#### 韓語專輯
| 專輯 | 名稱            | 發行時間     | 發行公司 | 曲目 |
| ---- | --------------- | ------------ | -------- | --- |
| 1st  | 《여정 (旅程)》 | 2002年2月8日 |          | 曲目 1. 여정 (旅程) 2. 감춰진 사랑 3. 너하나 없는데 4. 상처 5. Today 6. 여우 (女優) 7. 훔친사과가 맛있다 8. 미인 (美人) 9. 마지막 배려 10. I Need You So Bad |

## 影視作品

### 電視劇
- 2008年《原來我不帥》（飾演 金斯斯）
- 2009年《逆風18》（飾演 Nicky）
- 2018年《人際關係事務所》（飾演 ABC先生）

### 電影
- 2009年《花木蘭》（飾演 惡霸）
- 2013年《變身》（飾演 裝傻觀眾）※特別演出
- 2017年:《綁架者》(飾演 趙大奇)

### 主持節目
- 2020年 台視、三立都會台《全明星運動會》
- 2021年 三立都會台《就是這味》 －玖浩吃
- 2021年 三立都會台《國光幫幫忙之上課嘜亂來》
- 2021年 ETtoday新聞雲、ETtoday星光雲、東森綜合台、東森超視《Be The One A級戰場》導師
- 2023年 《從零開始》

### 綜藝節目來賓
- 2022年：《來吧！營業中》7/2
- 2023年：《披荊斬棘的哥哥3》

## 個人生活
2017年12月14日，於記者會上宣布在已與日籍女星相馬茜結婚三年以上。

## 外部連結
- 李玖哲的Facebook專頁
- 李玖哲的Instagram帳戶
- 李玖哲NickyLee的新浪微博